# Kasper Wielogłowski
Kasper Wielogłowski herbu Starykoń (zm. w 1846 lub 1847) – ziemianin, nadzwyczajny radca stanu, senator kasztelan Królestwa Kongresowego, prezes Senatu Rządzącego Wolnego Miasta Krakowa, minister w rządzie powstańczym w czasie powstania krakowskiego.

## Życiorys
Pochodził z zamożnej rodziny ziemiańskiej. Jego ojcem był Józef Wielogłowski, poseł na Sejm Czteroletni, a matką Józefa z Badenich. W okresie Księstwa Warszawskiego był radcą Prefektury Departamentu Krakowskiego. Jako radca prefektury departamentu krakowskiego przystąpił do Konfederacji Generalnej Królestwa Polskiego w 1812 roku. W okresie od 26 maja do sierpnia 1813 roku, kiedy Stanisław Wodzicki przebywał na urlopie, zastępował go, a od lutego 1814 pełnił funkcję faktycznego prefekta.
Po upadku Księstwa, z nominacji carskiej został dożywotnim senatorem kasztelanem Królestwa Polskiego oraz otrzymał urząd prezesa Komisji Województwa krakowskiego (z siedzibą w Kielcach).
24 marca 1833 roku objął urząd Prezesa Senatu Rządzącego Wolnego Miasta Krakowa. Wskazany przez mocarstwa zaborcze, w praktyce próbował prowadzić politykę w interesie Rzeczypospolitej Krakowskiej. Opracował plan rozbudowy szlaków komunikacyjnych, wprowadził do obiegu własną monetę Rzeczypospolitej. Przyczynił się do ocalenia od rozbiórki kościoła św. Katarzyny na krakowskim Kazimierzu. 25 lutego 1836 roku ustąpił z urzędu na znak protestu przeciw okupacji Krakowa przez zaborców i wydaleniu emigrantów z miasta.
W czasie powstania krakowskiego został ministrem spraw wewnętrznych w rządzie powstańczym dyktatora Jana Tyssowskiego. Po upadku powstania został aresztowany i uwięziony w Warszawie.
Należał do loży wolnomularskiej Przesąd Zwyciężony. Trzykrotnie żonaty – z Marianną Wiercińską, Urszulą Sołtyk i Katarzyną Sołtyk (siostrą Urszuli). Miał dwie córki i czterech synów.
Odznaczony Orderem Świętej Anny 1. klasy, odznaczony Orderem Świętego Stanisława I klasy w 1823 roku.